# Coracopsis
Genre
Coracopsis est le nom de genre de trois espèces de perroquets au plumage sombre dont la distribution est restreinte à Madagascar et aux Comores, voire à quelques îles voisines, et dont le nom est vasa.

## Liste des espèces
D'après la classification de référence (version 5.1, 2015) du Congrès ornithologique international (ordre phylogénique) :
- Coracopsis vasa – Grand Vaza
- Coracopsis barklyi – Vaza des Seychelles
- Coracopsis nigra – Vaza noir
- Coracopsis sibilans – Vaza des Comores